# Valve Pormeister
Valve Pormeister (* 13. April 1922 in Tallinn; † 27. Oktober 2002 ebenda) war eine estnische Architektin.

## Leben
Valve Pormeister wurde unter dem Geburtsnamen Valve Ulm geboren. Sie schloss 1952 ihr Studium am Staatlichen Kunstinstitut der Estnischen SSR im Fach Garten- und Parkgestaltung ab. Anschließend war sie bis 1964 beim staatlichen Unternehmen Eesti Põllumajandusprojekt („Estnisches Agrarprojekt“) und bis 1992 bei Eesti Maaehitusprojekt („Estnisches Landbauprojekt“) beschäftigt, seit 1979 als Projekthauptarchitektin.
Ihren Durchbruch erzielte sie mit dem Bau des „Blumenpavillons“ (estnisch Lillepaviljon) und des wenig später fertiggestellten zugehörigen Cafés in Tallinn mit unmittelbarer Verbindung zur umgebenden Landschaft, „ein Musterbeispiel der organischen Architektur“ mit Vorbildern der Architektur in Finnland und Dänemark aus den 1950er Jahren.
Valve Pormeister wurde rasch eine der führenden Architektinnen während der sowjetischen Besetzung Estlands. Ihr Credo war die Verwendung natürlicher Materialien und eine stärkere architektonische Hinwendung zur Natur. Sie hat zahlreiche Gartenanlagen und ländliche Siedlungen geplant. Besonders bekannt sind ihre Entwürfe für die Gestaltung der Gemeinden Saku, Kurtna, Vinni und Viiratsi sowie der dazugehörenden Wirtschaftsgebäude. Sie war darüber hinaus mit Begrünungsprojekten bei zahlreichen Bauten betraut. Seit 1955 hat sie zusätzlich beliebte Blumenausstellungen in Tallinn und Moskau organisiert.
Pormeister erhielt für ihr Werk wichtige estnische Auszeichnungen, unter anderem 1965 und 1967 des Staatspreis der Estnischen SSR und im Jahr 2000 den Kulturpreis der Republik Estland. 1967 wurde ihr der Titel „Verdienter Architekt der Estnischen SSR“ verliehen.

## Architektonisches Werk (Auswahl)

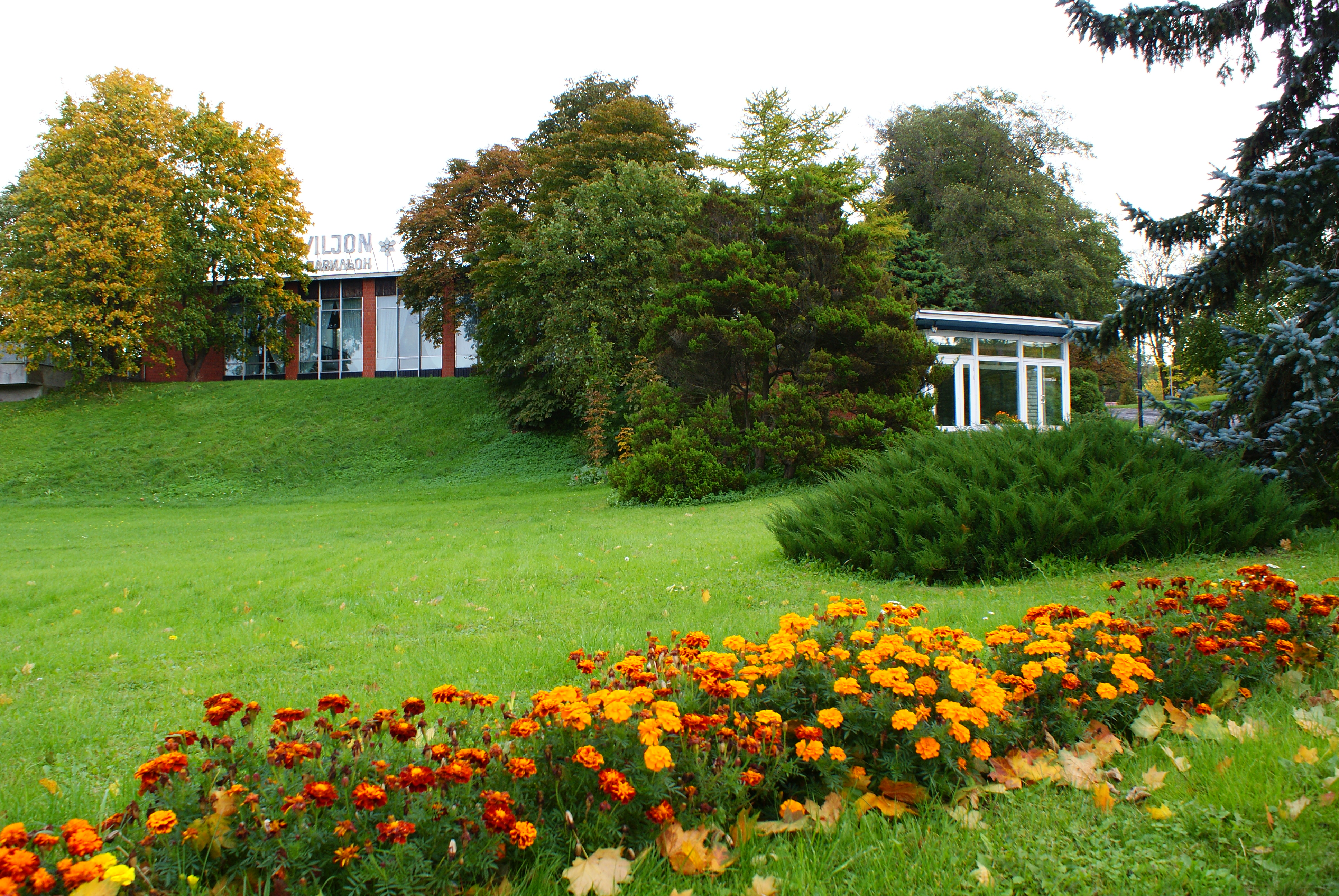
Valve Pormeister, Lillepaviljon

- „Blumenpavillon“ in Tallinn (1960)
- Wohnhaus Mooni tee 25/2 in Tallinn (1962)
- Botanischer Garten in Tallinn (1963)
- Café Tuljak in Tallinn (1965)
- Hauptgebäude der Versuchsstation für die Vogelzuchtanlage von Kurtna (1966)
- Skulpturengarten des Kunstmuseums in Kadriorg (1966)
- Stadtplanung und Wohnhäuser für das Dorf Päri (1968, gemeinsam mit Henno Sepmann)
- Schaupavillon des Wissenschaftlichen Forschungszentrums (Teadusliku Uurimise Instituut) für Agrikultur und Bodenmelioration (1969) in Saku
- Staatliche Pflanzenschutzstation in Saku (1975)
- Landwirtschaftsschule der Sowchose von Jäneda (1975)
- Grünanlagen der monumentale Gedenkstätte für die Rote Armee in Tallinn-Maarjamäe (1975, gemeinsam mit Allan Murdmaa und Henno Sepmann)
- Begrünung von Pirita und des dortigen Segelsportzentrums (1980)
- Gebäude der Landwirtschaftlichen Hochschule in Tähtvere bei Tartu (1981)
- Kantine in Kurtna (1985)
- Verwaltungsgebäude in Kurtna (1988)
- Gedenkareal für politisch Verfolgte in Pilistvere (1990) und Museum (1992)
- Erinnerungspark in Purtse (1992–1995)

## Privates
Valve Pormeister war mit dem estnischen Architekt Henno Sepmann (1925–1985) verheiratet. Ihr Grab befindet sich auf dem Tallinner Waldfriedhof.